# Soraya Manutchehri
Soraya Manutchehri (1950 – Kuhpayeh, 15 de agosto de 1986) era uma mulher de 35 anos de idade, que foi apedrejada até a morte na pequena aldeia de Kuhpayeh, no Irã, em 15 de agosto de 1986, após ter sido supostamente condenada por adultério. Testemunhas anônimas afirmaram que seu marido, Ghorban-Ali, um guarda da prisão com um passado criminoso, estava disposto a livrar-se dela para se casar com uma menina de 14 anos de idade. Não querendo dar sustento a duas famílias nem devolver o dote de Soraya, ele, portanto, espalhou falsos rumores de seu adultério.
Sua morte foi o tema de um romance de 1990, La Femme Lapidée, de Freidoune Sahebjam. O romance foi mais tarde adaptado como um filme, O apedrejamento de Soraya M., de 2008.